# Torre de televisión de Tiflis
La Torre de televisión de Tiflis (en georgiano: თბილისის ტელეანძა)  es una torre de radiodifusión de la ciudad de Tiflis, la capital de Georgia, y fue construida en 1972. Es operada por el "Centro Teleradio georgiana", que se estableció en 1955. Los sistemas de comunicación en la torre incluyen emisión regular, MMDS, pager y celular, televisión comercial, y repetidores radioaficionados. La torre es de 274,5 m (901 pies) de alto y se localiza en una montaña a 719,2 m (2.360 pies) sobre el nivel del mar.